# Vespa orientalis
Frelon oriental
Espèce
Vespa orientalis, le Frelon oriental, est une espèce de Frelons de la famille des Vespidae. Cette espèce ressemble beaucoup au Frelon européen.

## Répartition géographique

Aire de répartition de Vespa orientalis.

Vespa orientalis est présent dans le Sud-Est de l'Europe (Italie, Malte, Albanie, Roumanie, Grèce, Bulgarie, Chypre) et dans le Nord-Est de l'Afrique (de l'Égypte à la Somalie), avec des populations isolées dans les oasis sahariennes, jusque dans le Sud algérien. Il vit également dans tout le Moyen-Orient (de la Turquie aux Émirats arabes unis), en Asie centrale (Russie, Turkménistan, Ouzbékistan, Tadjikistan, Afghanistan) et dans le sous-continent indien (Pakistan, Inde, Népal, extrême Ouest de la Chine). Contrairement aux autres espèces du genre Vespa qui exigent des climats humides et préfèrent les milieux arborés, celle-ci préfère les climats assez secs ou présentant au moins une saison sèche, ainsi que les milieux ouverts ou semi-ouverts.
Bien que très commun en Sicile et dans le sud de la botte italienne, et localement présent dans les oasis du Sahara, le frelon oriental est originellement totalement absent en Sardaigne, dans le Maghreb méditerranéen et dans la péninsule Ibérique, qui offrent pourtant des conditions écologiques tout à fait comparables à celles de son aire naturelle. C'est là une grande énigme zoo-géographique.
Il a été introduit accidentellement dans le sud de l'Espagne et il s'y répand désormais. On connait au moins deux introductions distinctes en Espagne, l'une à Valence en 2012 et l'autre à Algésiras en 2018. Il a également été introduit à Madagascar. On le signale aussi au Mexique, au Chili et dans le Xinjiang en Chine. Plusieurs cas de spécimens isolés sont répertoriés plus au nord en Europe, importés via des lots de fruits notamment, sans pouvoir donner lieu à des invasions.
Il est observé en France depuis septembre 2021 dans la ville de Marseille avec au moins un nid établi en 2021. Les naturalistes ont pu observer à la fois des mâles, des femelles ouvrières et des gynes (femelles reproductrices). La présence de l'espèce dans l’agglomération se confirme dans les années suivantes avec un nid détruit en 2022 et un autre en 2023, ainsi que des individus contactés en des points assez éloignés, mettant en évidence l'existence d'autres nids. En 2023, l'espèce est aussi détectée dans le Var et dans les Alpes-Maritimes à la suite d'un appel de science participative, ce qui suggère que la présence de l'espèce à Marseille n'est peut-être pas le fruit d'une introduction accidentelle par les transports maritimes, mais d'une expansion naturelle de son aire de répartition depuis la péninsule italienne, où l'espèce est naturellement présente et connait une expansion vers le nord du fait du réchauffement climatique.

## Description
Vespa orientalis rappelle assez Vespa crabro, on reconnaît immédiatement en lui un frelon.
Il se distingue surtout par la couleur roux de rouille beaucoup plus étendue que chez son congénère, en particulier sur l'abdomen apparent où seuls les urites (segments) III et IV sont en majeure partie jaunes. Sur la face, les mandibules et les sinus oculaires roux donnent au « visage » un aspect très distinct de celui de Vespa crabro, où ces parties sont jaunes. Enfin, la pubescence est bien plus rase sur l'ensemble du corps : l'insecte paraît quasi-glabre à l'œil nu, à l'instar des Polistes. La taille est  comparable à celle de Vespa crabro : les reines (ou femelles sexuées) mesurent de 25 à 35 mm de long; les mâles et les ouvrières sont plus petits, atteignant rarement 25 mm.
Chez les mâles, les antennes ont 13 articles et l'abdomen apparent compte 7 segments visibles, alors que les femelles n'ont que 12 articles antennaires et 6 segments abdominaux visibles. Ce dimorphisme vaut pour la grande majorité des Hyménoptères aculéates, dont tous les Vespinae.

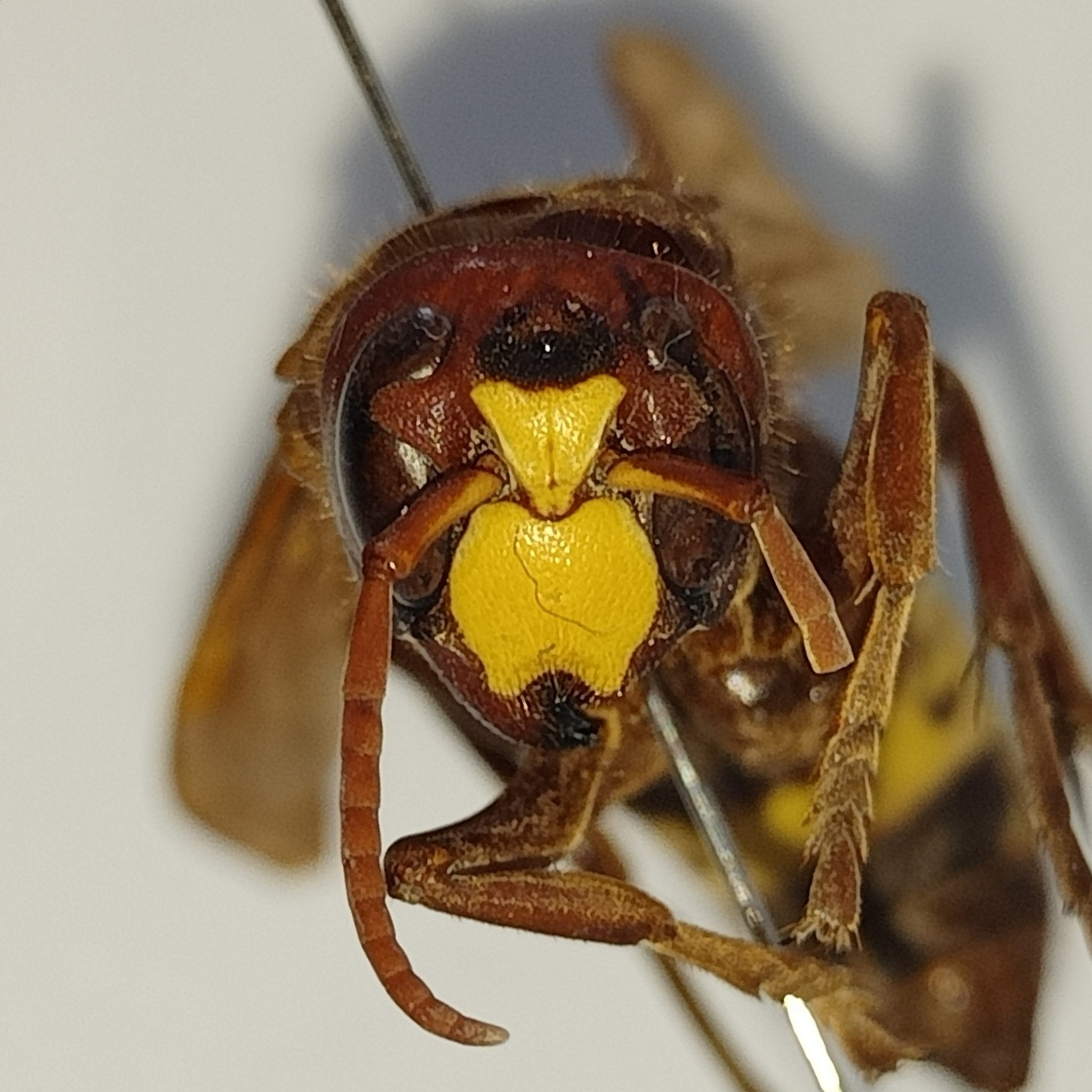
Tête d'une reine.
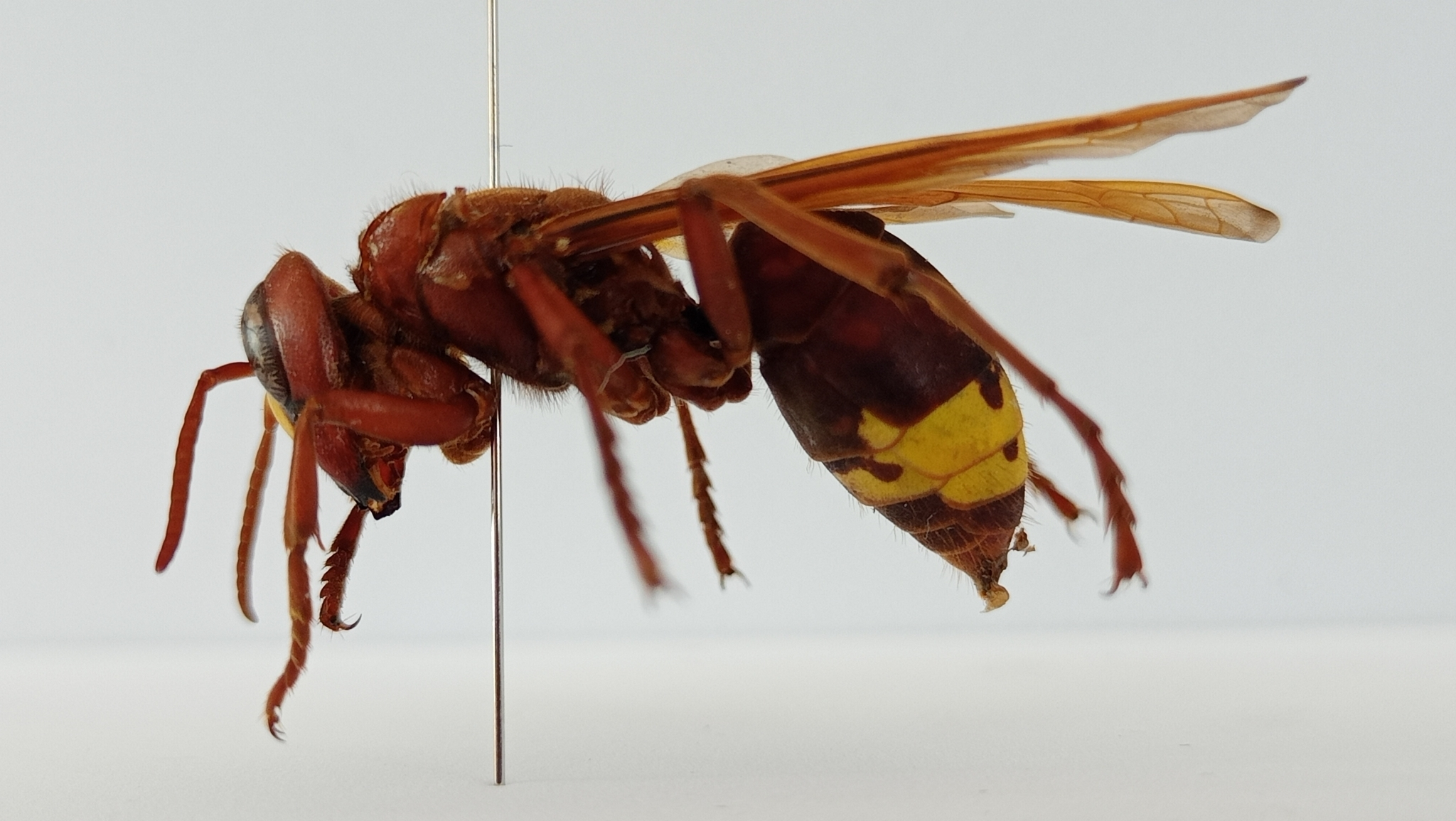
Vue latérale d'une reine.
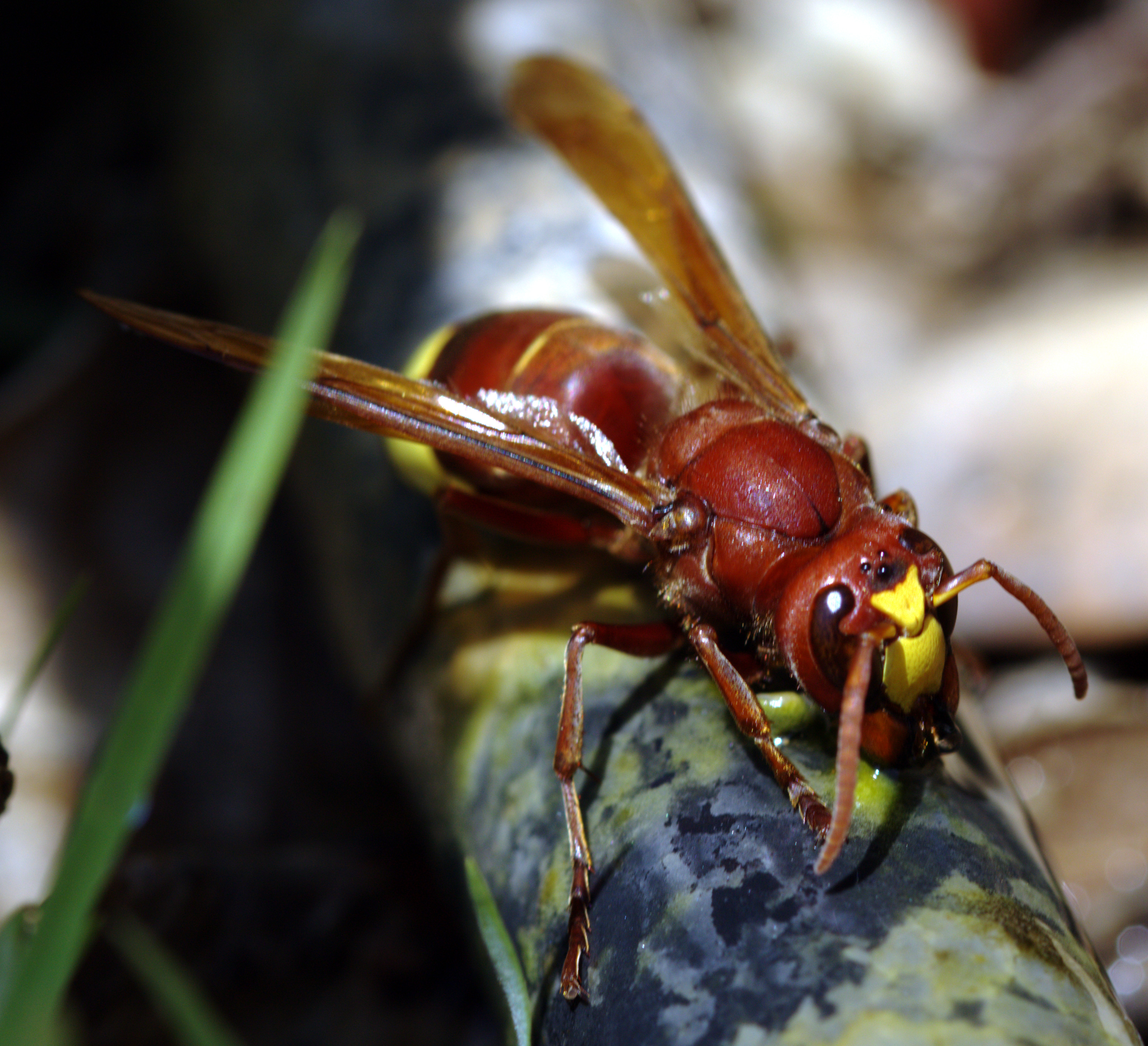
Vue dorsale.
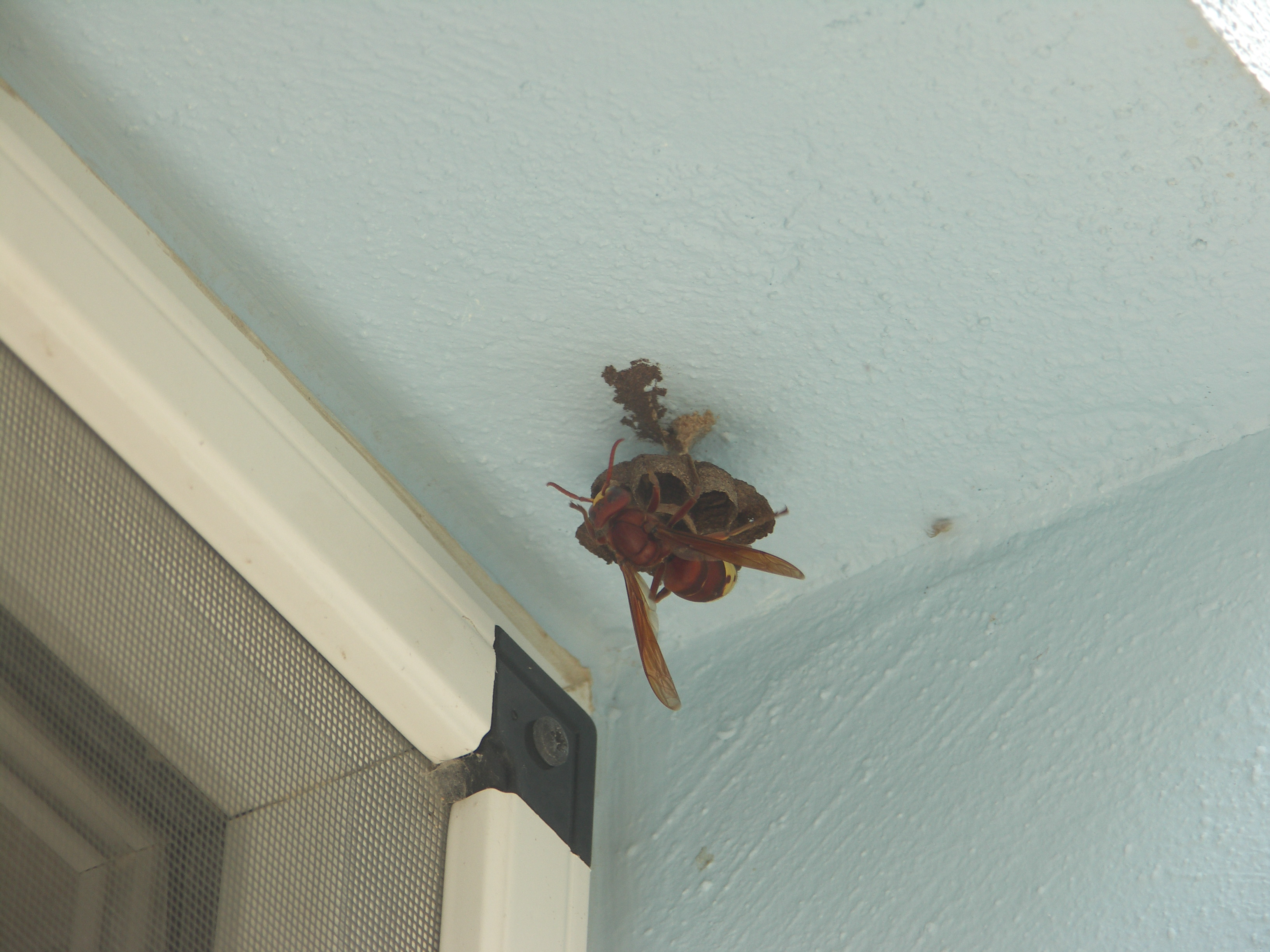
Reine construisant son nid.
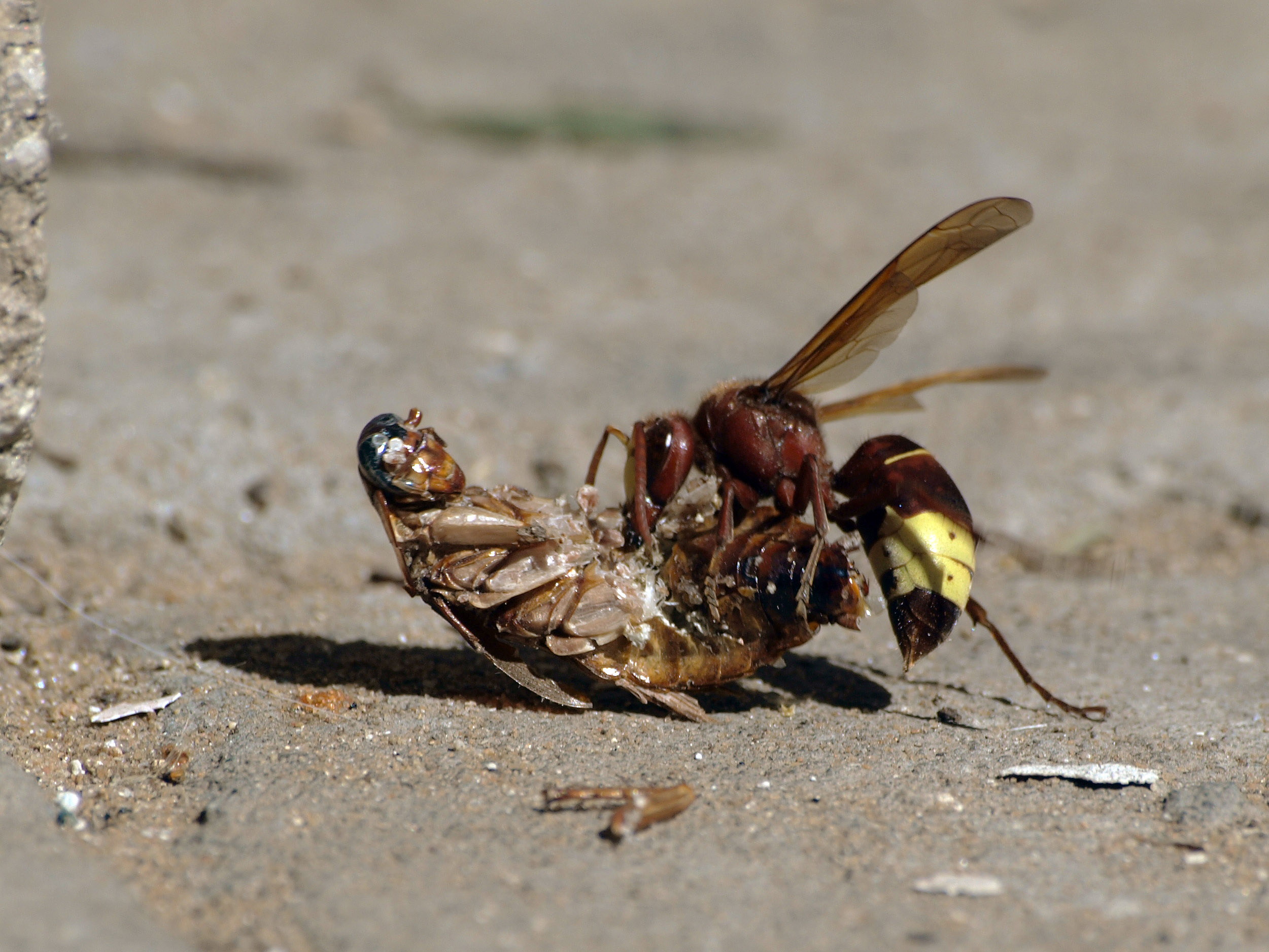
Prédation.

## Biologie

### Captation de l'énergie solaire

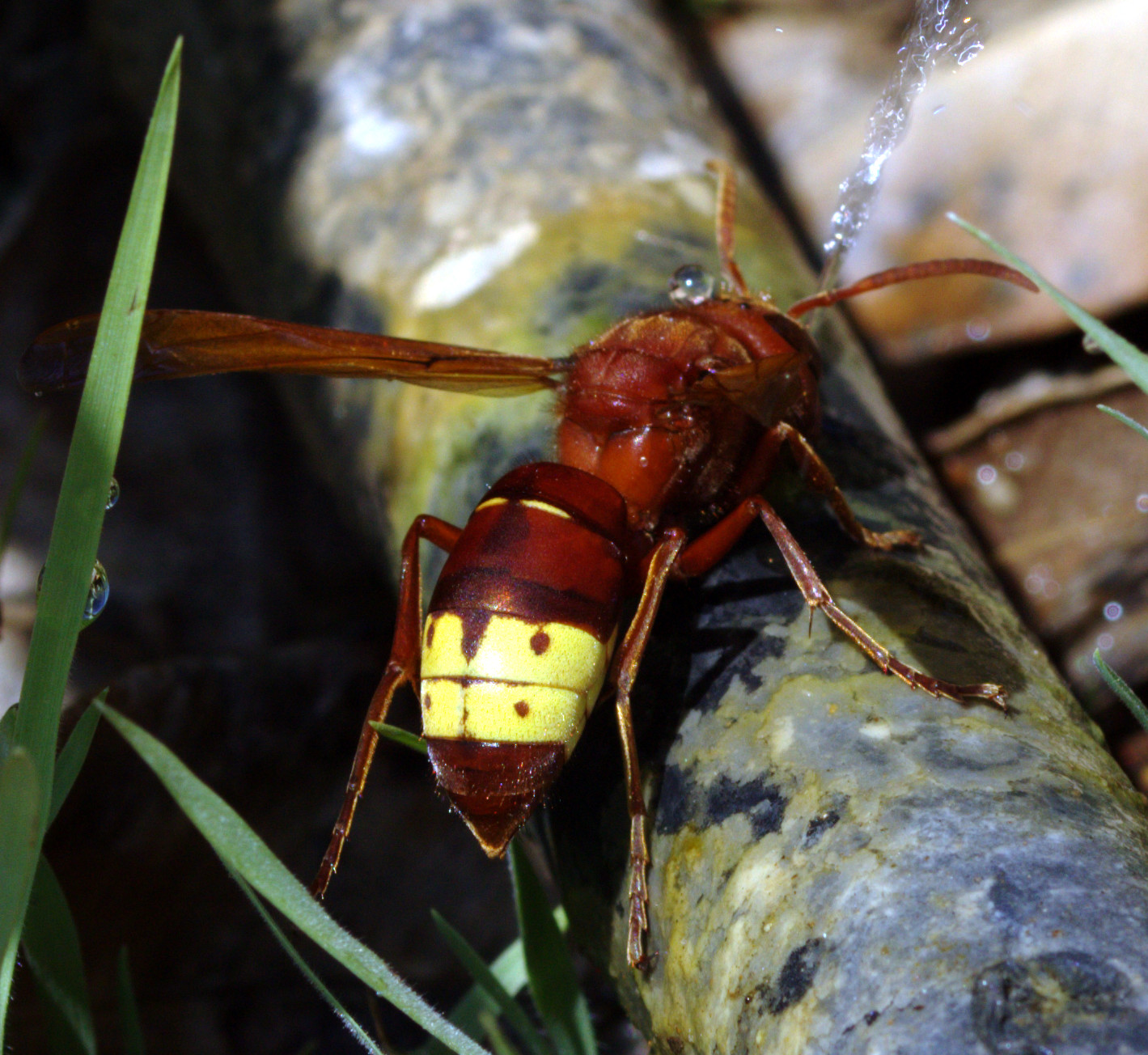
Segments abdominaux jaunes de Vespa orientalis.

D'après les travaux d'une équipe de chercheurs, Vespa orientalis serait capable de transformer l'énergie solaire grâce à la structure de la bande jaune de l'abdomen (ce qui expliquerait son activité diurne lorsque l'intensité solaire est la plus intense) : cette bande est constituée de protubérances hautes de 50 nanomètres avec une dépression en leur centre jouant le rôle de capteur solaire photovoltaïque. Les couches de xanthoptérine, pigment responsable de la couleur jaune, convertiraient une partie de la lumière solaire (la lumière bleue et l’ultraviolet proche) en énergie électrique par un processus photochimique, le flux d'électrons résultant alimentant des réactions métaboliques proches du lieu de production électrique. Ces travaux apportent, avec d'autres (telle l'élysie émeraude, limace de mer photosynthétique), une exception à la règle biologique de classification stipulant que le métabolisme des plantes a pour source énergétique le soleil tandis que les animaux tirent leur énergie des molécules organiques fournies par la nourriture (autotrophie par photosynthèse versus hétérotrophie).

### Digestion de l'éthanol
Là où de nombreux animaux consomment naturellement de faibles concentrations d'éthanol en subissant des effets néfastes lorsqu'elles sont exposées à des concentrations supérieures à 4 %, le système digestif du Frelon oriental est adapté pour consommer des quantités extrêmement élevées de fortes concentrations d'alcool sans subir d'effets néfastes sur sa durée de vie ou son comportement. Cette remarquable tolérance à l'éthanol résulte de son taux élevé de métabolisme de l'éthanol, probablement rendu possible par ses multiples copies du gène de l'alcool déshydrogénase.

## Taxonomie
Le nom valide complet (avec auteur) de ce taxon est Vespa orientalis Linnaeus, 1761.
Ce taxon porte en français le nom vulgarisé et normalisé Frelon oriental,,.

### Synonymie
Vespa orientalis a pour synonymes :
- Vespa aegyptiaca André, 1884
- Vespa aegyptiaca Vallot, 1802
- Vespa fusca Christ, 1791
- Vespa indica Wrought., 1889
- Vespa jurinei de Saussure, 1854
- Vespa quadripunctata Forskal, 1775
- Vespa turcica Drury, 1773

### Liste des sous-espèces
Selon GBIF (17 novembre 2024) :
- Vespa orientalis subsp. arabica Giordani Soika
- Vespa orientalis subsp. orientalis
- Vespa orientalis subsp. somalica Giordani Soika, 1934
- Vespa orientalis subsp. zavatarii Guiglia & Cap., 1933